# Llista de políedres uniformes
En geometria, un políedre uniforme és un políedre que té polígons regulars com a cares i és vèrtex-transitiu (transitiu en els seus vèrtexs, isogonal, és a dir, hi ha una isometria que és una aplicació d'un vèrtex sobre qualsevol altre). D'aquí segueix que tots els vèrtexs són congruents, i el políedre té un elevat grau de simetria de reflexió i rotacional.
Els políedres uniformes es poden dividir en formes convexes amb cares de polígons regulars convexos i formes estelades. Les formes estelades tenen o bé cares de polígons estelats o figures de vèrtexs, o ambdós.
La següent llista inclou:
- Els 75 políedres uniformes no prismàtics
- Alguns representants dels conjunts infinits de prismes i antiprismes
- Un políedre degenerat, la figura de Skilling amb arestes sobreposades

El 1970 es provà que només existeixen 75 políedres uniformes a part de les famílies infinites de prismes i antiprismes. John Skilling descobrí un exemple degenerat que havia passat per alt, relaxant les condicions que només dues cares es poden trobar en una aresta. Aquest és un políedre uniforme degenerat més que no pas un políedre uniforme, ja que alguns parells d'arestes coincideixen.
La llista no inclou:
- 40 políedres uniformes amb figures de vèrtexs degenerades que tenen arestes sobreposades (no comptats per Coxeter)
- Les tessel·lacions uniformes (políedres infinits)
- 11 tessel·lacions euclidianes uniformes amb cares convexes
- 14 tessel·lacions euclidianes uniformes amb cares no convexes
- Nombre infinit de tessel·lacions uniformes al pla hiperbòlic

## Indexació
Quatre sistemes de numeració són d'ús comú pels políedres uniformes, distingits per lletres:
- [C] Coxeter et al., 1954, mostrà les formes convexes (figures 15 a 132); tres formes prismàtiques (33-35); i les formes no convexes (36-92).
- [W] Wenninger, 1974, té 119 figures: 1-5 pels sòlids platònics, 6-18 pels sòlids arquimedians, 19-66 per les formes estelades incloent-hi els 4 políedres regulars no convexos, i 67-119 pels políedres uniformes no convexos.
- [K] Kaleido, 1993: les 80 figures estaven agrupades per simetria: 1-5 com a representants de les famílies infinites de formes prismàtiques amb simetria dièdrica, 6-9 amb simetria tetraèdrica,10-26 amb simetria octaèdrica, 46-80 amb simetria icosaèdrica.
- [U] Mathematica, 1993, segueix la sèrie Kaleido amb les 5 formes prismàtiques mogudes al final, de tal manera que les formes no prismàtiques esdevenen 1-75.

## Llista de políedres
Les formes convexes són llistades per ordre de grau de configuració de vèrtexs des de 3 cares/vèrtex en amunt, i en costats incrementant per cara. Aquesta ordenació permet que es vegin les similituds topològiques.

### Políedres uniformes convexos
| Nom                     | Imatge | Tipus de vèrtex | Símbol de Wythoff | Sím. | C#   | W#   | U#     | K#   | Vèrtexs | Arestes | Cares | Cares per tipus      |
| ----------------------- | ------ | --------------- | ----------------- | ---- | ---- | ---- | ------ | ---- | ------- | ------- | ----- | -------------------- |
| Tetràedre               |        | 3.3.3           | 3 \| 2 3          | Td   | C15  | W001 | U01    | K06  | 4       | 6       | 4     | 4{3}                 |
| Prisma triangular       |        | 3.4.4           | 2 3 \| 2          | D3h  | C33a | --   | U76a   | K01a | 6       | 9       | 5     | 2{3} +3{4}           |
| Tetràedre truncat       |        | 3.6.6           | 2 3 \| 3          | Td   | C16  | W006 | U02    | K07  | 12      | 18      | 8     | 4{3} +4{6}           |
| Cub truncat             |        | 3.8.8           | 2 3 \| 4          | Oh   | C21  | W008 | U09    | K14  | 24      | 36      | 14    | 8{3} +6{8}           |
| Dodecàedre truncat      |        | 3.10.10         | 2 3 \| 5          | Ih   | C29  | W010 | U26    | K31  | 60      | 90      | 32    | 20{3} +12{10}        |
| Cub                     |        | 4.4.4           | 3 \| 2 4          | Oh   | C18  | W003 | U06    | K11  | 8       | 12      | 6     | 6{4}                 |
| Prisma pentagonal       |        | 4.4.5           | 2 5 \| 2          | D5h  | C33b | --   | U76b   | K01b | 10      | 15      | 7     | 5{4} +2{5}           |
| Prisma hexagonal        |        | 4.4.6           | 2 6 \| 2          | D6h  | C33c | --   | U76c   | K01c | 12      | 18      | 8     | 6{4} +2{6}           |
| Prisma octogonal        |        | 4.4.8           | 2 8 \| 2          | D8h  | C33e | --   | U76e   | K01e | 16      | 24      | 10    | 8{4} +2{8}           |
| Prisma decagonal        |        | 4.4.10          | 2 10 \| 2         | D10h | C33g | --   | U76g   | K01g | 20      | 30      | 12    | 10{4} +2{10}         |
| Prisma dodecagonal      |        | 4.4.12          | 2 12 \| 2         | D12h | C33i | --   | U76i   | K01i | 24      | 36      | 14    | 12{4} +2{12}         |
| Octàedre truncat        |        | 4.6.6           | 2 4 \| 3          | Oh   | C20  | W007 | U08    | K13  | 24      | 36      | 14    | 6{4} +8{6}           |
| Cuboctàedre truncat     |        | 4.6.8           | 2 3 4 \|          | Oh   | C23  | W015 | U11    | K16  | 48      | 72      | 26    | 12{4} +8{6} +6{8}    |
| Icosidodecàedre truncat |        | 4.6.10          | 2 3 5 \|          | Ih   | C31  | W016 | U28    | K33  | 120     | 180     | 62    | 30{4} +20{6} +12{10} |
| Dodecàedre              |        | 5.5.5           | 3 \| 2 5          | Ih   | C26  | W005 | sub-23 | K28  | 20      | 30      | 12    | 12{5}                |
| Icosàedre truncat       |        | 5.6.6           | 2 5 \| 3          | Ih   | C27  | W009 | U25    | K30  | 60      | 90      | 32    | 12{5} +20{6}         |
| Octàedre                |        | 3.3.3.3         | 4 \| 2 3          | Oh   | C17  | W002 | U05    | K10  | 6       | 12      | 8     | 8{3}                 |
| Antiprisma quadrat      |        | 3.3.3.4         | \| 2 2 4          | D4d  | C34a | --   | U77a   | K02a | 8       | 16      | 10    | 8{3} +2{4}           |
| Antiprisma pentagonal   |        | 3.3.3.5         | \| 2 2 5          | D5d  | C34b | --   | U77b   | K02b | 10      | 20      | 12    | 10{3} +2{5}          |
| Antiprisma hexagonal    |        | 3.3.3.6         | \| 2 2 6          | D6d  | C34c | --   | U77c   | K02c | 12      | 24      | 14    | 12{3} +2{6}          |
| Antiprisma octagonal    |        | 3.3.3.8         | \| 2 2 8          | D8d  | C34e | --   | U77e   | K02e | 16      | 32      | 18    | 16{3} +2{8}          |
| Antiprisma decagonal    |        | 3.3.3.10        | \| 2 2 10         | D10d | C34g | --   | U77g   | K02g | 20      | 40      | 22    | 20{3} +2{10}         |
| Antiprisma dodecagonal  |        | 3.3.3.12        | \| 2 2 12         | D12d | C34i | --   | U77i   | K02i | 24      | 48      | 26    | 24{3} +2{12}         |
| Cuboctàedre             |        | 3.4.3.4         | 2 \| 3 4          | Oh   | C19  | W011 | U07    | K12  | 12      | 24      | 14    | 8{3} +6{4}           |
| Rombicuboctàedre        |        | 3.4.4.4         | 3 4 \| 2          | Oh   | C22  | W013 | U10    | K15  | 24      | 48      | 26    | 8{3} +(6+12){4}      |
| Rombicosidodecàedre     |        | 3.4.5.4         | 3 5 \| 2          | Ih   | C30  | W014 | U27    | K32  | 60      | 120     | 62    | 20{3} +30{4} +12{5}  |
| Icosidodecàedre         |        | 3.5.3.5         | 2 \| 3 5          | Ih   | C28  | W012 | U24    | K29  | 30      | 60      | 32    | 20{3} +12{5}         |
| Icosàedre               |        | 3.3.3.3.3       | 5 \| 2 3          | Ih   | C25  | W004 | U22    | K27  | 12      | 30      | 20    | 20{3}                |
| Cub xato                |        | 3.3.3.3.4       | \| 2 3 4          | O    | C24  | W017 | U12    | K17  | 24      | 60      | 38    | (8+24){3} +6{4}      |
| Dodecàedre xato         |        | 3.3.3.3.5       | \| 2 3 5          | I    | C32  | W018 | U29    | K34  | 60      | 150     | 92    | (20+60){3} +12{5}    |

### Políedres uniformes estelats
| Nom                                   | Imatge | Sím Wyth           | Tipus de vèrtex            | Sím. | C#   | W#   | U#     | K#   | Vèrtexs | Arestes | Cares | Chi | Orient able? | Dens. | Cares per tipus          |
| ------------------------------------- | ------ | ------------------ | -------------------------- | ---- | ---- | ---- | ------ | ---- | ------- | ------- | ----- | --- | ------------ | ----- | ------------------------ |
| Octahemioctàedre                      |        | 3/2 3 \| 3         | 6.3/2.6.3                  | Oh   | C37  | W068 | U03    | K08  | 12      | 24      | 12    | 0   | Sí           |       | 8{3}+4{6}                |
| Tetrahemihexàedre                     |        | 3/2 3 \| 2         | 4.3/2.4.3                  | Td   | C36  | W067 | U04    | K09  | 6       | 12      | 7     | 1   | No           |       | 4{3}+3{4}                |
| Cubohemioctàedre                      |        | 4/3 4 \| 3         | 6.4/3.6.4                  | Oh   | C51  | W078 | sub-15 | K20  | 12      | 24      | 10    | -2  | No           |       | 6{4}+4{6}                |
| Gran dodecàedre                       |        | 5/2 \| 2 5         | (5.5.5.5.5)/2              | Ih   | C44  | W021 | U35    | K40  | 12      | 30      | 12    | -6  | Sí           | 3     | 12{5}                    |
| Gran icosàedre                        |        | 5/2 \| 2 3         | (3.3.3.3.3)/2              | Ih   | C69  | W041 | U53    | K58  | 12      | 30      | 20    | 2   | Sí           | 7     | 20{3}                    |
| Gran icosidodecàedre ditrigonal       |        | 3/2 \| 3 5         | (5.3.5.3.5.3)/2            | Ih   | C61  | W087 | U47    | K52  | 20      | 60      | 32    | -8  | Sí           | 6     | 20{3}+12{5}              |
| Rombihexàedre petit                   |        | 2 4 (3/2 4/2) \|   | 4.8.4/3.8                  | Oh   | C60  | W086 | sub-18 | K23  | 24      | 48      | 18    | -6  | No           |       | 12{4}+6{8}               |
| Cubicuboctàedre petit                 |        | 3/2 4 \| 4         | 8.3/2.8.4                  | Oh   | C38  | W069 | U13    | K18  | 24      | 48      | 20    | -4  | Sí           | 2     | 8{3}+6{4}+6{8}           |
| Gran rombicuboctàedre no convex       |        | 3/2 4 \| 2         | 4.3/2.4.4                  | Oh   | C59  | W085 | sub-17 | K22  | 24      | 48      | 26    | 2   | Sí           | 5     | 8{3}+(6+12){4}           |
| Petit dodecahemidodecàedre            |        | 5/4 5 \| 5         | 10.5/4.10.5                | Ih   | C65  | W091 | U51    | K56  | 30      | 60      | 18    | -12 | No           |       | 12{5}+6{10}              |
| Gran dodecahemidodecàedre             |        | 5/4 5 \| 3         | 6.5/4.6.5                  | Ih   | C81  | W102 | U65    | K70  | 30      | 60      | 22    | -8  | No           |       | 12{5}+10{6}              |
| Petit icosihemidodecàedre             |        | 3/2 3 \| 5         | 10.3/2.10.3                | Ih   | C63  | W089 | U49    | K54  | 30      | 60      | 26    | -4  | No           |       | 20{3}+6{10}              |
| Petit dodecicosàedre                  |        | 3 5 (3/2 5/4) \|   | 10.6.10/9.6/5              | Ih   | C64  | W090 | U50    | K55  | 60      | 120     | 32    | -28 | No           |       | 20{6}+12{10}             |
| Petit rombidodecàedre                 |        | 2 5 (3/2 5/2) \|   | 10.4.10/9.4/3              | Ih   | C46  | W074 | U39    | K44  | 60      | 120     | 42    | -18 | No           |       | 30{4}+12{10}             |
| Petit dodecicosidodedaedre            |        | 3/2 5 \| 5         | 10.3/2.10.5                | Ih   | C42  | W072 | U33    | K38  | 60      | 120     | 44    | -16 | Sí           | 2     | 20{3}+12{5}+12{10}       |
| Rombicosàedre                         |        | 2 3 (5/4 5/2) \|   | 6.4.6/5.4/3                | Ih   | C72  | W096 | U56    | K61  | 60      | 120     | 50    | -10 | No           |       | 30{4}+20{6}              |
| Gran icosicosidodecàedre              |        | 3/2 5 \| 3         | 6.3/2.6.5                  | Ih   | C62  | W088 | U48    | K53  | 60      | 120     | 52    | -8  | Sí           | 6     | 20{3}+12{5}+20{6}        |
| Prisma pentagràmic                    |        | 2 5/2 \| 2         | 5/2.4.4                    | D5h  | C33b | --   | U78a   | K03a | 10      | 15      | 7     | 2   | Sí           | 2     | 5{4}+2{5/2}              |
| Prisma heptagràmic (7/2)              |        | 2 7/2 \| 2         | 7/2.4.4                    | D7h  | C33d | --   | U78b   | K03b | 14      | 21      | 9     | 2   | Sí           | 2     | 7{4}+2{7/2}              |
| Prisma heptagràmic (7/3)              |        | 2 7/3 \| 2         | 7/3.4.4                    | D7h  | C33d | --   | U78c   | K03c | 14      | 21      | 9     | 2   | Sí           | 3     | 7{4}+2{7/3}              |
| Prisma octagràmic                     |        | 2 8/3 \| 2         | 8/3.4.4                    | D8h  | C33e | --   | U78d   | K03d | 16      | 24      | 10    | 2   | Sí           | 3     | 8{4}+2{8/3}              |
| Antiprisma pentagràmic                |        | \| 2 2 5/2         | 5/2.3.3.3                  | D5h  | C34b | --   | U79a   | K04a | 10      | 20      | 12    | 2   | Sí           | 2     | 10{3}+2{5/2}             |
| Antiprisma pentagràmic creuat         |        | \| 2 2 5/3         | 5/3.3.3.3                  | D5d  | C35a | --   | U80a   | K05a | 10      | 20      | 12    | 2   | Sí           | 3     | 10{3}+2{5/2}             |
| Antiprisma heptagràmic (7/2)          |        | \| 2 2 7/₂         | 7/₂.3.3.3                  | D7h  | C34d | --   | U79b   | K04b | 14      | 28      | 16    | 2   | Sí           | 3     | 14{3}+2{7/₂}             |
| Antiprisma heptagràmic (7/3)          |        | \| 2 2 7/₃         | 7/₃.3.3.3                  | D7d  | C34d | --   | U79c   | K04c | 14      | 28      | 16    | 2   | Sí           | 3     | 14{3}+2{7/₃}             |
| Antiprisma heptagràmic creuat         |        | \| 2 2 7/₄         | 7/₄.3.3.3                  | D7h  | C35b | --   | U80b   | K05b | 14      | 28      | 16    | 2   | Sí           | 4     | 14{3}+2{7/₃}             |
| Antiprisma octagràmic                 |        | \| 2 2 8/₃         | 8/₃.3.3.3                  | D8d  | C34e | --   | U79d   | K04d | 16      | 32      | 18    | 2   | Sí           | 3     | 16{3}+2{8/₃}             |
| Antiprisma octagràmic creuat          |        | \| 2 2 8/₅         | 8/₅.3.3.3                  | D8d  | C35c | --   | U80c   | K05c | 16      | 32      | 18    | 2   | Sí           | 5     | 16{3}+2{8/₃}             |
| Petit dodecàedre estelat              |        | 5 \| 2 5/2         | (5/2)5                     | Ih   | C43  | W020 | U34    | K39  | 12      | 30      | 12    | -6  | Sí           | 3     | 12{5/2}                  |
| Gran dodecàedre estelat               |        | 3 \| 2 5/2         | (5/2)3                     | Ih   | C68  | W022 | U52    | K57  | 20      | 30      | 12    | 2   | Sí           | 7     | 12{5/2}                  |
| Dodecadodecàedre ditrigonal           |        | 3 \| 5/3 5         | (5/3.5)3                   | Ih   | C53  | W080 | U41    | K46  | 20      | 60      | 24    | -16 | Sí           | 4     | 12{5}+12{5/2}            |
| Petit icosidodecàedre ditrigonal      |        | 3 \| 5/2 3         | (5/2.3)3                   | Ih   | C39  | W070 | U30    | K35  | 20      | 60      | 32    | -8  | Sí           | 2     | 20{3}+12{5/2}            |
| Hexaedre truncat estelat              |        | 2 3 \| 4/3         | 8/3.8/3.3                  | Oh   | C66  | W092 | sub-19 | K24  | 24      | 36      | 14    | 2   | Sí           | 7     | 8{3}+6{8/3}              |
| Gran rombihexàedre                    |        | 2 4/3 (3/2 4/2) \| | 4.8/3.4/3.8/5              | Oh   | C82  | W103 | sub-21 | K26  | 24      | 48      | 18    | -6  | No           |       | 12{4}+6{8/3}             |
| Gran cubicuboctàedre                  |        | 3 4 \| 4/3         | 8/3.3.8/3.4                | Oh   | C50  | W077 | U14    | K19  | 24      | 48      | 20    | -4  | Sí           | 4     | 8{3}+6{4}+6{8/3}         |
| Gran dodecahemidodecàedre             |        | 5/35/2 \| 5/3      | 10/3.5/3.10/3.5/2          | Ih   | C86  | W107 | U70    | K75  | 30      | 60      | 18    | -12 | No           |       | 12{5/2}+6{10/3}          |
| Petit dodecahemicosàedre              |        | 5/35/2 \| 3        | 6.5/3.6.5/2                | Ih   | C78  | W100 | U62    | K67  | 30      | 60      | 22    | -8  | No           |       | 12{5/2}+10{6}            |
| Dodecadodecàedre                      |        | 2 \| 5/2 5         | (5/2.5)2                   | Ih   | C45  | W073 | U36    | K41  | 30      | 60      | 24    | -6  | Sí           | 3     | 12{5}+12{5/2}            |
| Gran icosihemidodecàedre              |        | 3/2 3 \| 5/3       | 10/3.3/2.10/3.3            | Ih   | C85  | W106 | U71    | K76  | 30      | 60      | 26    | -4  | No           |       | 20{3}+6{10/3}            |
| Gran icosidodecàedre                  |        | 2 \| 5/2 3         | (5/2.3)2                   | Ih   | C70  | W094 | U54    | K59  | 30      | 60      | 32    | 2   | Sí           | 7     | 20{3}+12{5/2}            |
| Cuboctàedre cubitruncat               |        | 4/3 3 4 \|         | 8/3.6.8                    | Oh   | C52  | W079 | sub-16 | K21  | 48      | 72      | 20    | -4  | Sí           | 4     | 8{6}+6{8}+6{8/3}         |
| Gran cuboctàedre truncat              |        | 4/3 2 3 \|         | 8/3.4.6/5                  | Oh   | C67  | W093 | sub-20 | K25  | 48      | 72      | 26    | 2   | Sí           | 1     | 12{4}+8{6}+6{8/3}        |
| Gran dodecàedre truncat               |        | 2 5/2 \| 5         | 10.10.5/2                  | Ih   | C47  | W075 | U37    | K42  | 60      | 90      | 24    | -6  | Sí           | 3     | 12{5/2}+12{10}           |
| Petit dodecàedre truncat estelat      |        | 2 5 \| 5/3         | 10/3.10/3.5                | Ih   | C74  | W097 | U58    | K63  | 60      | 90      | 24    | -6  | Sí           | 9     | 12{5}+12{10/3}           |
| Gran dodecàedre truncat estelat       |        | 2 3 \| 5/3         | 10/3.10/3.3                | Ih   | C83  | W104 | U66    | K71  | 60      | 90      | 32    | 2   | Sí           | 13    | 20{3}+12{10/3}           |
| Gran icosàedre truncat                |        | 2 5/2 \| 3         | 6.6.5/2                    | Ih   | C71  | W095 | U55    | K60  | 60      | 90      | 32    | 2   | Sí           | 7     | 12{5/2}+20{6}            |
| Gran dodecicosàedre                   |        | 3 5/3(3/2 5/2) \|  | 6.10/3.6/5.10/7            | Ih   | C79  | W101 | U63    | K68  | 60      | 120     | 32    | -28 | No           |       | 20{6}+12{10/3}           |
| Gran rombidodecàedre                  |        | 2 5/3 (3/2 5/4) \| | 4.10/3.4/3.10/7            | Ih   | C89  | W109 | U73    | K78  | 60      | 120     | 42    | -18 | No           |       | 30{4}+12{10/3}           |
| Icosidodecadodecàedre                 |        | 5/3 5 \| 3         | 6.5/3.6.5                  | Ih   | C56  | W083 | U44    | K49  | 60      | 120     | 44    | -16 | Sí           | 4     | 12{5}+12{5/2}+20{6}      |
| Petit dodecicosidodecàedre ditrigonal |        | 5/3 3 \| 5         | 10.5/3.10.3                | Ih   | C55  | W082 | U43    | K48  | 60      | 120     | 44    | -16 | Sí           | 4     | 20{3}+12{;5/2}+12{10}    |
| Gran dodecicosidodecàedre ditrigonal  |        | 3 5 \| 5/3         | 10/3.3.10/3.5              | Ih   | C54  | W081 | U42    | K47  | 60      | 120     | 44    | -16 | Sí           | 4     | 20{3}+12{5}+12{10/3}     |
| Gran dodecicosidodecàedre             |        | 5/2 3 \| 5/3       | 10/3.5/2.10/3.3            | Ih   | C77  | W099 | U61    | K66  | 60      | 120     | 44    | -16 | Sí           | 10    | 20{3}+12{5/2}+12{10/3}   |
| Petit icosicosidodecàedre             |        | 5/2 3 \| 3         | 6.5/2.6.3                  | Ih   | C40  | W071 | U31    | K36  | 60      | 120     | 52    | -8  | Sí           | 2     | 20{3}+12{5/2}+20{6}      |
| Rombidodecadodecàedre                 |        | 5/2 5 \| 2         | 4.5/2.4.5                  | Ih   | C48  | W076 | U38    | K43  | 60      | 120     | 54    | -6  | Sí           | 3     | 30{4}+12{5}+12{5/2}      |
| Gran rombicosidodecàedre no convex    |        | 5/3 3 \| 2         | 4.5/3.4.3                  | Ih   | C84  | W105 | U67    | K72  | 60      | 120     | 62    | 2   | Sí           | 13    | 20{3}+30{4}+12{5/2}      |
| Dodecadodecàedre icositruncat         |        | 5/3 3 5 \|         | 10/3.6.10                  | Ih   | C57  | W084 | U45    | K50  | 120     | 180     | 44    | -16 | Sí           | 4     | 20{6}+12{10}+12{10/3}    |
| Dodecadodecàedre truncat              |        | 5/3 2 5 \|         | 10/3.4.10/9                | Ih   | C75  | W098 | U59    | K64  | 120     | 180     | 54    | -6  | Sí           | 3     | 30{4}+12{10}+12{10/3}    |
| Gran icosidodecàedre truncat          |        | 5/3 2 3 \|         | 10/3.4.6                   | Ih   | C87  | W108 | U68    | K73  | 120     | 180     | 62    | 2   | Sí           | 13    | 30{4}+20{6}+12{10/3}     |
| Dodecadodecàedre xato                 |        | \| 2 5/2 5         | 3.3.5/2.3.5                | I    | C49  | W111 | U40    | K45  | 60      | 150     | 84    | -6  | Sí           | 3     | 60{3}+12{5}+12{5/2}      |
| Dodecadodecàedre xato invertit        |        | \| 5/3 2 5         | 3.5/3.3.3.5                | I    | C76  | W114 | U60    | K65  | 60      | 150     | 84    | -6  | Sí           | 9     | 60{3}+12{5}+12{5/2}      |
| Gran icosidodecàedre xato             |        | \| 2 5/2 3         | 34.5/2                     | I    | C73  | W116 | U57    | K62  | 60      | 150     | 92    | 2   | Sí           | 7     | (20+60){3}+12{5/2}       |
| Gran icosidodecàedre xato invertit    |        | \| 5/3 2 3         | 34.5/3                     | I    | C88  | W113 | U69    | K74  | 60      | 150     | 92    | 2   | Sí           | 13    | (20+60){3}+12{5/2}       |
| Gran icosidodecàedre retroxato        |        | \| 3/25/3 2        | (34.5/2)/2                 | I    | C90  | W117 | U74    | K79  | 60      | 150     | 92    | 2   | Sí           | 37    | (20+60){3}+12{5/2}       |
| Gran dodecicosidodecàedre xato        |        | \| 5/35/2 3        | 3.5/3.3.5/2                | I    | C80  | W115 | U64    | K69  | 60      | 180     | 104   | -16 | Sí           | 10    | (20+60){3}+(12+12){5/2}  |
| Icosidodecadodecàedre xato            |        | \| 5/3 3 5         | 3.5.5/3                    | I    | C58  | W112 | U46    | K51  | 60      | 180     | 104   | -16 | Sí           | 4     | (20+60){3}+12{5}+12{5/2} |
| Petit icosicosidodecàedre xato        |        | \| 5/2 3 3         | 35.5/2                     | Ih   | C41  | W110 | U32    | K37  | 60      | 180     | 112   | -8  | Sí           | 2     | (40+60){3}+12{5/2}       |
| Petit icosicosidodecàedre retroxato   |        | \| 3/23/25/2       | (35.5/3)/2                 | Ih   | C91  | W118 | U72    | K77  | 60      | 180     | 112   | -8  | Sí           | 38    | (40+60){3}+12{5/2}       |
| Gran dirombicosidodecàedre            |        | \| 3/25/3 3 5/2    | (4.5/3.4.3. 4.5/2.4.3/2)/2 | Ih   | C92  | W119 | U75    | K80  | 60      | 240     | 124   | -56 | No           |       | 40{3}+60{4}+24{5/2}      |

| Nom                            | Imatge | Sím Wyth             | Tipus de vèrtex                         | Sím. | C# | W# | U# | K# | Vèrtexs | Arestes | Cares | Chi | Orient able? | Dens. | Cares per tipus      |
| ------------------------------ | ------ | -------------------- | --------------------------------------- | ---- | -- | -- | -- | -- | ------- | ------- | ----- | --- | ------------ | ----- | -------------------- |
| Gran dirombidodecàedre dixato* |        | \| (3/₂) ⁵/₃ (3) ⁵/₂ | (5/2.4.3.3.3.4. 5/3. 4.3/2.3/2.3/2.4)/2 | Ih   | -- | -- | -- | -- | 60      | 360 (*) | 204   | -96 | No           |       | 120{3}+60{4}+24{5/2} |

(*): El gran dirombidodecàedre dixato té 240 de les seves 360 arestes que coincideixen en 120 parells d'arestes amb la mateixa imatge a l'espai. A causa d'aquesta degeneració relativa a les arestes, no sempre és considerat un políedre uniforme. Si aquests 120 parells són considerats com si fossin arestes simples on es troben 4 cares, llavors el nombre d'arestes baixa a 240 i la característica d'Euler esdevé 24.

## Llegenda de les columnes
- Indexat uniforme: U01-U80 (el tetràedre primer, prismes a 76+)
- Indexat de programari de Kaleido: K01-K80 (Kn = Un-5 per n = 6 a 80) (prismes 1-5, tetraèdre etc. 6+)
- Models polièdrics de Wenninger: W001-W119
  - 1-18 - 5 regulars convexos i 13 semiregulars convexos
  - 20-22, 41 - 4 regulars no convexos
  - 19-66 48 estelacions/compostos especials (no hi ha no regulars en aquesta llista)
  - 67-109 - 43 uniformes no xatos no convexos
  - 110-119 - 10 uniformes xatos no convexos
- Xi: característica d'Euler, χ. Les tessel·lacions unifmres en el ple corresponen a una topologia d'anell, amb característica d'Euler de zero.
- Densitat: la densitat d'un polítop representa el nombre d'enrotllaments d'un políedre al voltant del seu centre. Es deixa en blanc per a políedres no orientables i semipolíedres (políedres amb cares que passen a través del seu centre), pels quals la densitat no queda ben definida.
- Nota sobre les imatges de figura de vèrtex:
  - Les línies blanques poligonals representen el polígon de "figura de vèrtex". Les cares acolorides s'inclouen a les imatges de figura de vèrtex per ajudar a veure les seves relacions. Algunes de les cares que s'intersequen estan mal dibuixades visualment perquè no s'intersequen bé visualment per poder veure quines porcions es troben a davant.